# گمینا توچنا
گمینا توچنا (به لهستانی:  Gmina Tuczna) یک گمینا در لهستان است که در شهرستان بیاوا پودلاسکا واقع شده‌است. گمینا توچنا ۱۷۰٫۳۷ کیلومتر مربع مساحت و ۳٬۲۴۶ نفر جمعیت دارد.